# Szurokszegfű
A szurokszegfű (Silene viscaria) a szegfűfélék családjába tartozó, európai elterjedésű vadvirág. Egyéb elnevezései: enyvecske, cinegefű.

## Megjelenése
A szurokszegfű 15–50 cm magas, lágyszárú, évelő növény. Szára felálló, egyenes, csomókra osztott. Alsó levele tőlevélrózsát alkotnak, szélesebbek a száron ülő lándzsás, ép szélű, szőrtelen, átellenes elhelyezkedésű, alsó és felső oldalukon egyaránt sötétzöld leveleknél. A faj jellegzetessége, hogy a szár csomói alatt néhány centiméteres ragadós, barnásvörös-fekete gyűrűk láthatók, melyek megakadályozzák, hogy hangyák, kisebb bogarak felmászhassanak a virágokhoz és termésekhez.
2 cm-es virágai a szár végén bogas-füzéres bugákban nyílnak. Öt szirma világoslila-bíborvörös, hosszú, csőszerű, ragadós csészéje szintén öt levélből áll, a szirmoknál sötétebb lila színű. Május-júniusban virágzik, beporzását méhek és pillangók végzik.
Termése 6–9 mm hosszú, ötrekeszes toktermés.

## Elterjedése és élőhelye
A szurokszegfű európai eredetű, az Ibériai-félsziget, Nyugat-Szibéria és a Kaukázus kivételével az egész kontinensen megtalálható. Dísznövényként Észak-Amerikába is elkerült és sokhelyütt kivadult.
Félszáraz gyepek, sziklagyepek, száraz rétek, ligetek, bozótosok növénye. Kedveli a savanyú, homokos talajt. Megtalálható útszéleken és vasúti töltések mentén is. Karógyökere akár egyméteres mélységig is hatol és lehetővé teszi az aszályok átvészelését.

## Jelentősége
Telt virágú nemesített változatait kerti dísznövényként használják. A növény szaponinokat tartalmaz.

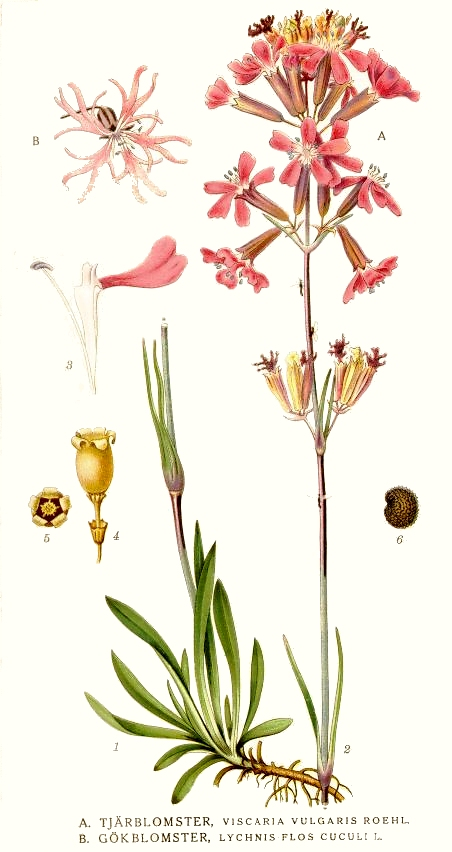
szurokszegfű egy svéd botanikakönyvben
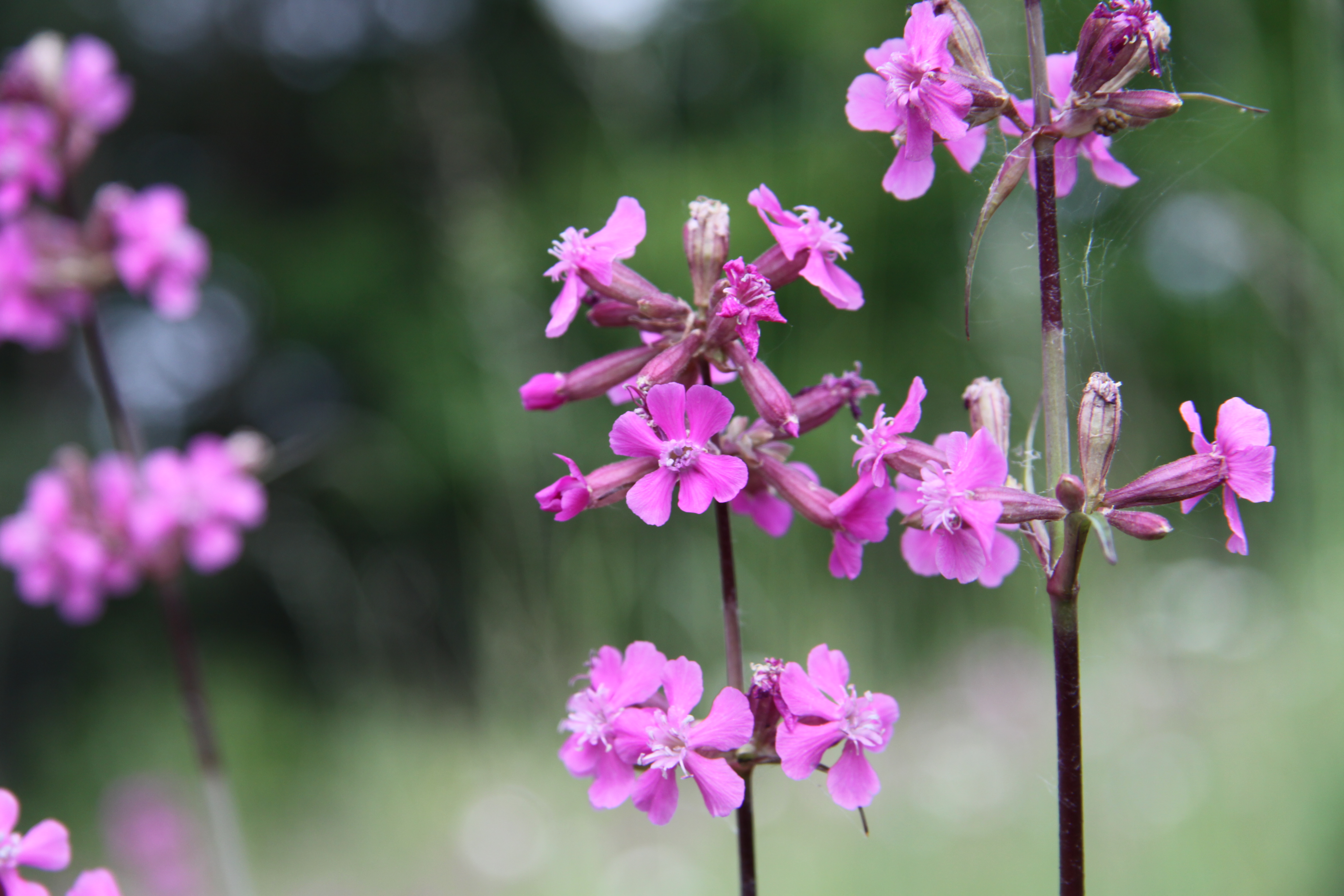
virága
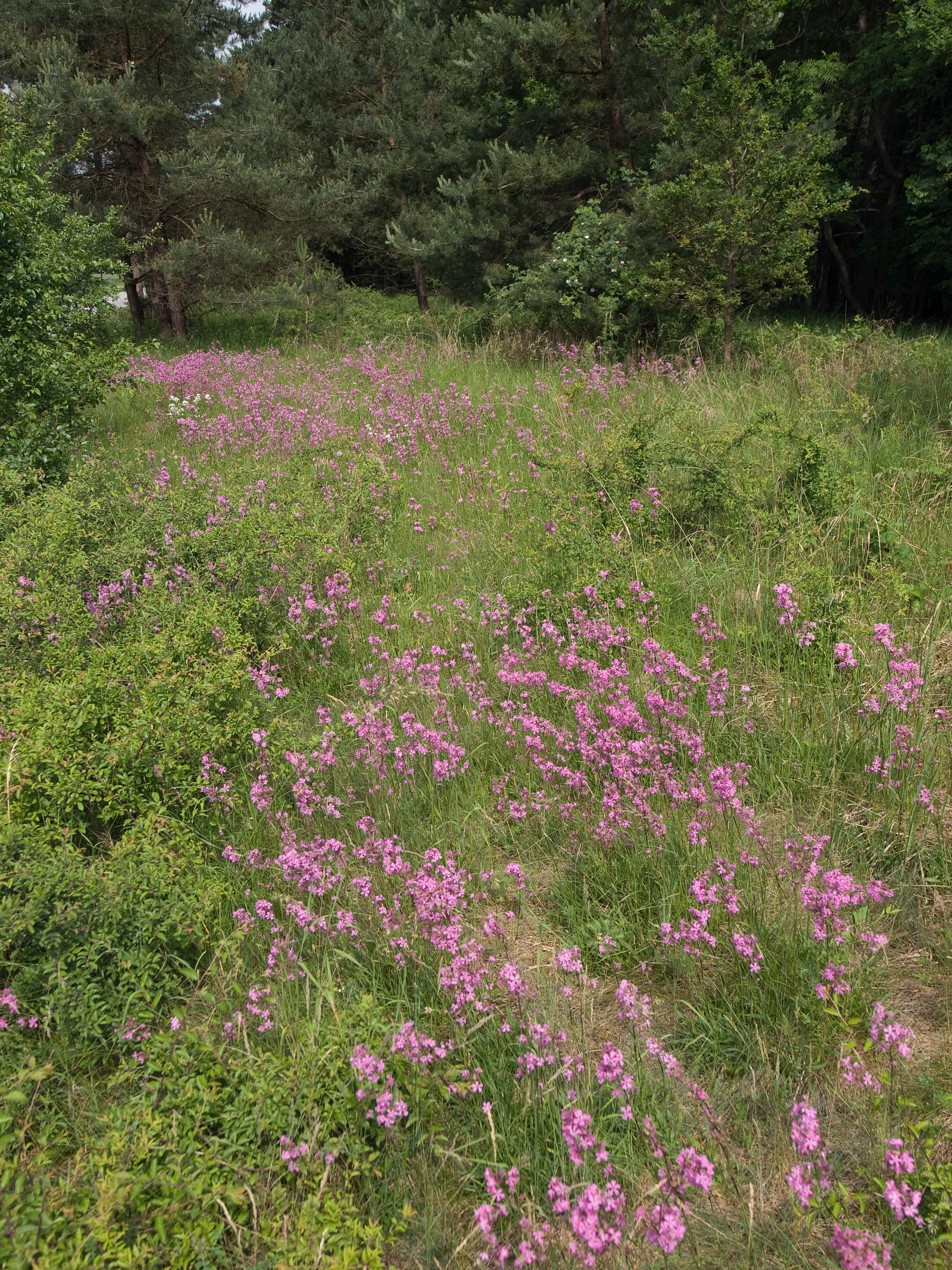
élőhelyén
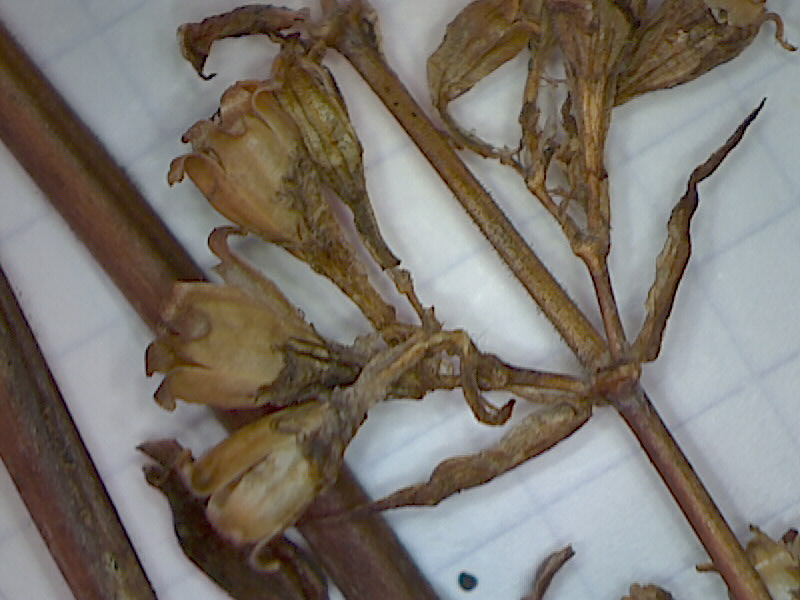
termése
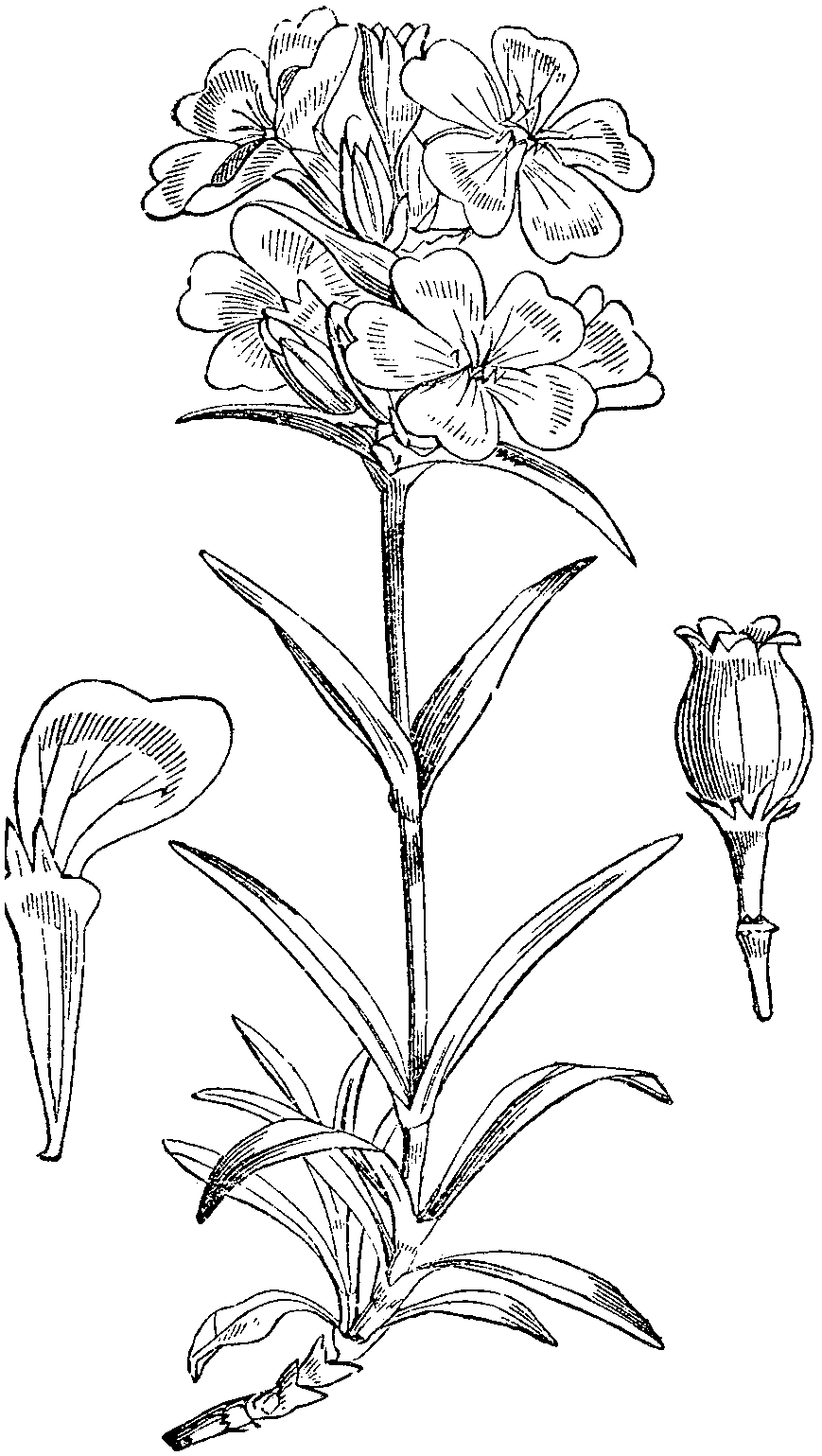
ábrázolása 1892-ből